# Mie (voedsel)
Mie is een Chinese deegwaar die veel lijkt op Italiaanse spaghetti, maar dan dunner. Mie wordt gemaakt uit tarwemeel en is een vorm van noedels. De benaming komt uit de Chinese Min Nan-taal en is via Indonesië in de Nederlandse taal gekomen. In het Standaardmandarijn heet het "lāmiàn" (in de Hanyu pinyin-schrijfwijze).
Mie kan zowel vers gemaakt worden bereid of, zoals sommige Italiaanse pasta's, worden gedroogd zodat de houdbaarheid wordt verlengd. Traditioneel werden de strengen buiten te drogen gehangen, maar inmiddels is dit door grootschalige productiemethoden achterhaald.
In Nederland bekende gerechten, die met mie gemaakt worden, zijn bami goreng en de Chinees-Surinaamse chow mein.
In Nederland is ook eiermie bekend met ei als additioneel ingrediënt in de bereidingswijze. Deze wordt in de Min Nan-taal "mie pok" en in het Standaardmandarijn "miàn báo" genoemd.
Mie wordt in Indonesië "bakmi" genoemd. Dit is als "bami" in de Nederlandse taal gekomen. De Thaise benaming voor mie is ba-mie.